# Jean Gabriel Henri Delavallée
Pour les articles homonymes, voir Delavallée.
Ne doit pas être confondu avec Henri Delavallée.

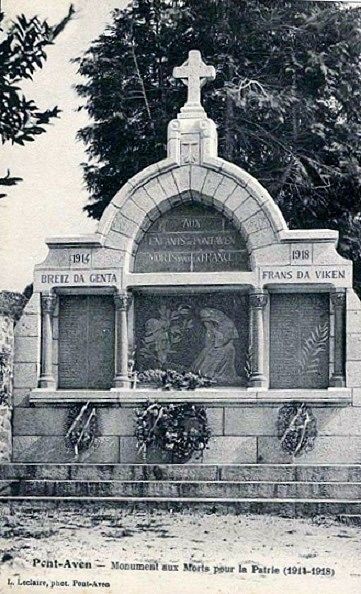
Monument aux morts de Pont-Aven par Jean Gabriel Henri Delavallée

Jean Gabriel Henri Delavallée, né le 22 avril 1887 à Bourron-Marlotte  et mort le 21 février 1957 à Chanteloup-les-Vignes, est un sculpteur français. 

## Biographie
Fils d'Henri Delavallée et de la peintre Gabrielle Moreau, il expose dès 1912 au Salon des artistes français dont il est sociétaire et y obtient en 1921 une mention honorable. 
On lui doit le Monument aux morts de Pont-Aven. 